# Per-Ängsatjärnen
Per-Ängsatjärnen är en sjö i Norsjö kommun i Västerbotten och ingår i Rickleåns huvudavrinningsområde.